# 680 г. пр.н.е.

## Събития

### В Европа
- В Гърция се провеждат 25-те Олимпийски игри:
  - Победител в дисциплината бягане на разстояние един стадий става Талпид от Лакония;[1]
  - За първи път е въведена дисциплина надбягване с квадриги, а победител става Пагон от Тива.[1]

### В Западна Азия

#### В Асирия
- Цар на Асирия е Асархадон (681/0 – 669 г. пр.н.е.).[2]
- Възползвайки се от временната нестабилност свързана със смъртта на цар Сенахериб и възкачването на Асархадон, управителят на територия в Южна Вавилония, известна с блатистия си характер, и син на цар Мардук-апла-идин II оттегля клетвата си за вярност към Асирия и обсажда с войска град Ур. Асирийският цар изпраща войска, която успешно вдига обсадата и принуждава разбунтувалият се управител да търси спасение в Елам, където по-късно той е убит.[3]
- Въпреки тези размирици началото на управлението на Асархадон отбелязва повратна точка в историята на Вавилония с оглед коренната промяна в политиката спрямо нея. Новият цар, който се затвърждава и като цар на Вавилон започва възстановяването на този град, разрушен през 689 г. пр.н.е. от баща му Сенахериб, като важен политически и търговски център.[4]

#### В Елам
- Цар на Елам е Хума-Халдаш II (681 – 675 г. пр.н.е.).[5]

#### В Лидия
- Около тази година Гигес (ок. 680 – 652 или 644 г. пр.н.е.) става цар на Лидия и полага основите на династията Мермнади.[6][7][notes 1]

#### В Урарту
- Около тази година на трона на държавата Урарту се възкачва Руса II (680 – 639 г. пр.н.е.).[8]

### В Северна Африка

#### В Египет
- Фараон на Египет е Тахарка (690 – 664 г. пр.н.е.).[9]

## Родени
- Архилох, поет и лирик (умрял 645 г. пр.н.е.)